# Manoir de Saxtorf

Le manoir de Saxtorf se trouve dans le domaine du même nom, dans la commune de Rieseby située dans la presqu'île de Schwansen au nord du Schleswig-Holstein (nord de l'Allemagne).

## Historique
Le domaine de Saxtorf appartient à la fin du XVe siècle aux chevaliers de Wohnsfleth, puis en 1494 au chevalier Heinrich von Blome qui construit un manoir, mais la famille Ahlefeldt l'acquiert peu de temps après, et donne un nouvel élan à l'exploitation des terres. Il entre ensuite dans la puissante famille Rantzau (de) par mariage, jusqu'en 1633, et de nouveau aux Ahlefeldt jusqu'en 1690, où il est acquis par les Brockdorff. La famille von Ahlefeldt récupère Saxtorf en 1741.
Cai von Ahlefeldt fait construire un château à la française en 1648, mais celui-ci brûle à la Noël 1847. Il ne reste qu'une petite partie qui est intégrée au château actuel. La reconstruction, menée par l'architecte hambourgeois Friedrich Stammann, dure jusqu'en 1852.
Le château se présente sous la forme d'un château néogothique écossais, selon la vogue de l'époque en Europe. Il a trois corps de bâtiment de briques, surmontés d'une haute tour de cinq étages.
Le château a servi à partir des années 1970 de décor pour des films et des feuilletons télévisés allemands.